# Timothée Bazille
Timothée Bazille (Die, 15 maggio 1999) è un cestista francese.